# Majala (Võru)
Majala is een plaats in de Estlandse gemeente Võru vald, provincie Võrumaa. De plaats heeft de status van dorp (Estisch: küla) en heeft 7 inwoners (2021).
Tot in oktober 2017 hoorde Majala bij de gemeente Sõmerpalu. In die maand werd Sõmerpalu bij de gemeente Võru vald gevoegd.
Ten zuiden van Majala ligt het meer Lõõdla järv (98,7 ha), dat een beschermd natuurgebied is.

## Geschiedenis
Majala werd in 1582 voor het eerst genoemd onder de naam Maialia, een dorp op het landgoed van Uelzen (Vaabina). Aan de andere kant van het Lõõdla järv lag Suur-Majala (Duits: Groß-Majala, ‘Groot-Majala’), een dorp dat in de jaren twintig van de 20e eeuw verdwenen was en heeft plaatsgemaakt voor de dorpen Haava en Liiva. Majala werd ook wel Weike-Majala (Estisch: Väike-Majala, ‘Klein-Majala’) genoemd. In 1748 splitste het landgoed Linnamäggi (Linnamäe) zich af van Uelzen. Majala ging mee; Suur-Majala bleef bij Uelzen.
In 1977 werd het buurdorp Proosu bij Majala gevoegd.